# Richard Duffy
Richard Duffy (Swansea, 30 de agosto de 1985). es un futbolista y entrenador galés. Juega de lateral derecho en el Congleton Town de la Midland Football League, donde es jugador y entrenador.

## Trayectoria
Inició su carrera en las divisiones menores del Swansea City. Luego fue promovido al primer equipo, donde debutó en diciembre de 2001. 
En 2004 fichó por el Portsmouth, donde solo llegó a jugar un partido ya que fue cedido a diversos equipos de inferior categoría como Burnley, Coventry City y Swansea City.
En 2009 fichó por el Millwall y posteriormente por el Exeter City.

## Selección nacional
Ha sido internacional con la Selección de fútbol de Gales, ha jugado 13 partidos internacionales.

## Clubes

### Como jugador
| Club               | País       | Año           |
| ------------------ | ---------- | ------------- |
| Swansea City       | Gales      | 2001-2004     |
| Portsmouth FC      | Inglaterra | 2004          |
| Burnley FC         | Inglaterra | 2004          |
| Portsmouth FC      | Inglaterra | 2004-2005     |
| Coventry City      | Inglaterra | 2005-2006     |
| Portsmouth FC      | Inglaterra | 2006          |
| Coventry City      | Inglaterra | 2006          |
| Swansea City       | Gales      | 2007          |
| Portsmouth FC      | Inglaterra | 2007-2008     |
| Coventry City      | Inglaterra | 2008          |
| Portsmouth FC      | Inglaterra | 2008-2009     |
| Millwall FC        | Inglaterra | 2009          |
| Exeter City        | Inglaterra | 2009-2012     |
| Port Vale FC       | Inglaterra | 2012-2016     |
| Eastleigh          | Inglaterra | 2016          |
| Notts County       | Inglaterra | 2016-2019     |
| Kidsgrove Athletic | Inglaterra | 2019-2020     |
| Congleton Town     | Inglaterra | 2021-presente |

### Como entrenador
| Club           | País       | Año           |
| -------------- | ---------- | ------------- |
| Congleton Town | Inglaterra | 2021-presente |